# Головинка (Московская область)
Головинка — деревня в Рузском районе Московской области России, входит в состав сельского поселения Дороховское. Население 55 человек на 2006 год, в деревне числятся 2 улицы. До 2006 года Головинка входила в состав Космодемьянского сельского округа.
Деревня расположена на юге района, примерно в 27 километрах к юго-востоку от Рузы, на левом берегу реки Гавриловка (правый приток Таруссы), высота центра над уровнем моря 185 м. У западной окраины деревни проходит автодорога А108 Московское большое кольцо, на севере Головинка примыкает к посёлку Космодемьянский.